# Stoicorum Veterum Fragmenta
Gli Stoicorum Veterum Fragmenta (abbreviati in SVF) sono una raccolta di frammenti e testimonianze degli Stoici antichi curata tra il 1903 e il 1905 dallo storico tedesco Hans von Arnim (1859-1931). Comprende i frammenti e le testimonianze di Zenone di Cizio, Crisippo di Soli, e dei loro seguaci più prossimi. L'opera era composta in un primo momento di tre volumi, ai quali nel 1924 Maximilian Adler ne aggiunse un quarto, contenente gli indici generali.

## Struttura dell'opera
- Volume 1, Zeno et Zenonis discipuli (1905): frammenti di Zenone e dei suoi allievi
- Volume 2, Chrysippi fragmenta logica et physica (1903): frammenti sulla logica e la fisica di Crisippo
- Volume 3, Chrysippi fragmenta moralia. Fragmenta successorum Chrysippi (1903): frammenti sull'etica di Crisippo ed altri frammenti dei suoi seguaci
- Volume 4: indice delle parole, degli autori, e delle fonti (1924)

### Traduzioni italiane
- Nicola Festa, I frammenti degli Stoici antichi, 2 voll., Bari, Laterza, 1932-1935
- Rosario Anastasi, I frammenti degli Stoici antichi, Padova, Cedam, 1962
- Margherita Isnardi Parente, Stoici antichi, 2 voll., Torino, Utet, 1989
- Roberto Radice, Stoici antichi. Tutti i frammenti secondo la raccolta di Hans Von Arnim, Rusconi, Milano 1998 ISBN 88-18-22035-7 (Nuova ed. riveduta; Bompiani il pensiero occidentale, Milano, 2014, presentazione di Giovanni Reale.